# Hageman Peak
Der Hageman Peak ist ein rund 940 m hoher Berg auf der Alexander-I.-Insel vor der Westküste der Antarktischen Halbinsel. Er ragt nordwestlich des Duffy Peak am nordwestlichen Ende der Staccato Peaks auf.
Der US-amerikanische Polarforscher Lincoln Ellsworth fotografierte diesen Berg 1935 bei einem Überflug. Das Advisory Committee on Antarctic Names benannte ihn nach Lieutenant Commander Roger H. Hageman (1935–1987) von der United States Navy, Pilot einer LC-130 Hercules bei der Operation Deep Freeze des Jahres 1969.